# Ternal de Invierno (pera)
Ternal de Invierno, es el nombre de una variedad cultivar de pera europea Pyrus communis. Esta pera está cultivada en la colección de la Estación Experimental Aula Dei (Zaragoza). Esta pera también está cultivada en diversos viveros entre ellos algunos dedicados a conservación de árboles frutales en peligro de desaparición. Esta pera variedad muy antigua es originaria de España, en la comunidad autónoma de Aragón, aunque también se menciona en  Badajoz, Huesca, Orense, y Zaragoza, tuvo su mejor época de cultivo comercial antes de la década de 1960, y actualmente en menor medida aún se encuentra.

## Sinonimia
- "Ternal",
- "Ternal de Aragón",
- "Ternal del País".[1]

## Historia
En España 'Ternal de Invierno' está considerada incluida en las variedades locales autóctonas muy antiguas, cuyo cultivo se centraba en comarcas muy definidas. Se caracterizaban por su buena adaptación a sus ecosistemas y podrían tener interés genético en virtud de su adaptación. Se encontraban diseminadas por todas las regiones fruteras españolas, aunque eran especialmente frecuentes en la España húmeda. Estas se podían clasificar en dos subgrupos: de mesa y de cocina (aunque algunas tenían aptitud mixta).
'Ternal de Invierno' es una variedad clasificada como de mesa, se utiliza también en la cocina, difundido su cultivo en el pasado por los viveros comerciales y cuyo cultivo en la actualidad se ha reducido a huertos familiares y jardines privados.

## Características
El peral de la variedad 'Ternal de Invierno' tiene un vigor medio; florece a finales de abril; tubo del cáliz en embudo con conducto estrecho de longitud media.
La variedad de pera 'Ternal de Invierno' tiene un fruto de tamaño variable de pequeño a grande; forma ovada o piriforme breve, cuello muy ligero o sin cuello, regular o ligeramente asimétrica, contorno irregular; piel lisa o ligeramente granulosa, brillante o mate; color de fondo amarillo verdoso o dorado, chapa desde sonrosada a rojo granate, de extensión muy variable, llegando a veces a cubrir más de medio fruto, exhibe un punteado abundante, poco perceptible excepto sobre la chapa donde destaca por ser de color claro, con frecuencia pequeñas manchitas ruginosas-"russeting" en la zona del ojo, "russeting" (pardeamiento áspero superficial que presentan algunas variedades) débil; pedúnculo de longitud media o largo, fino, bastante engrosado en su extremo, con frecuencia ligeramente carnoso en la base donde a veces forma un anillo también carnoso, con iniciación de yemas, curvo, rara vez recto, implantado derecho o ligeramente oblicuo; cavidad peduncular nula o estrecha y poco profunda, con el borde ondulado o mamelonado; cavidad calicina estrecha o media, casi superficial o de profundidad media, con el borde liso o ligeramente ondulado; ojo medio o grande, abierto; sépalos anchos en la base con puntas estrechas y largas, extendidos formando estrella.
Carne de color blanco crema o amarillenta; textura de tipo semi-blanda, ligeramente granulosa; sabor dulce, aromático, muy bueno; corazón de tamaño medio, fusiforme. Eje relleno o hueco de anchura variable, interior lanoso. Celdillas de tamaño medio, alargadas, muy próximas al eje. Semillas muy grandes, agudas y con cuello en la inserción, con iniciación de espolón en la base, color castaño rojizo con zonas más oscuras.
La pera 'Ternal de Invierno' tiene una maduración durante el invierno (en E. E. Aula Dei de Zaragoza). Aguanta en buenas condiciones un mes de almacenamiento en un ambiente refrigerado. Se usa como pera de mesa fresca.